# 剪嘴鸥属
剪嘴鸥属（学名Rynchops）是鸟纲鸻形目鸥科的一属，包括三种，分别分布在美洲、非洲和南亚的热带和亚热带地区。
剪嘴鸥为涉禽，一般在水面上低飞，捕捉小鱼为食。

## 下属物种
本属包括以下物种：
- 剪嘴鸥 Rynchops albicollis Swainson, 1838
- 非洲剪嘴鸥 Rynchops flavirostris Vieillot, 1816
- 黑剪嘴鸥 Rynchops niger Linnaeus, 1758